# بركية
البِرَكِيَّة أو التِّيْفيَّة أو البوطية (الاسم العلمي: Typhaceae) هي فصيلة من النباتات تتبع رتبة القبئيات من صنف الكوملينانيات.

## أجناس
تضم هذه الفصيلة جنسين فقط هما:
- البوط
- الإسبارغانيون